# John N. Hazard
John Newbold Hazard (ur. 1909, zm. 1995) – amerykański prawnik i sowietolog.

## Życiorys
Absolwent Yale Law School (1930) i Harvard Law School. W latach 30. studiował w Moskwie wysłany tam przez Institute of Current World Affairs z Chicago. W 1946 został profesorem prawa na Uniwersytecie Columbia. Był czołowym amerykańskim badaczem prawa radzieckiego.

## Wybrane publikacje
- The Soviet System of Government (1957)
- Soviet Housing Law (1939)
- Law and Social Change in the USSR (1953)
- Settling Disputes in Soviet Society (1960)
- The Soviet Legal System (1962)
- Communists and Their Law (1969)
- Managing Change in the USSR (1983)
- Recollections of a Pioneer Sovietologist (1983)